# 何洽
何洽（1453年—？），字允仁，浙江杭州府富陽縣人，民籍，明朝政治人物。

## 生平
成化十三年（1477年）丁酉科浙江鄉試第二十一名舉人。弘治三年（1490年）中式庚戌科會試第一百七十六名，三甲第一百八十三名進士。六年八月授翰林院检讨，以得罪大臣降石首县知县。

## 家族
曾祖何以賢；祖父何士璋；父何鋐，母湯氏。具慶下。